# Communauté de communes de Flandre
La communauté de communes de Flandre est une ancienne structure intercommunale française, située dans le département du Nord et la région Nord-Pas-de-Calais, arrondissement de Dunkerque. Le 1er janvier 2014, elle disparaît au profit de la communauté de communes des Hauts de Flandre.

## Composition
La communauté de communes de Flandre regroupait les 9 communes listées ci-dessous :
| Code INSEE | Commune     | Maire                | Population  | Superficie | Densité      | Délégués |
| ---------- | ----------- | -------------------- | ----------- | ---------- | ------------ | -------- |
| 59046      | Bambecque   | Grégoire Francke     | 655 hab.    | 1 181 ha   | 55 hab./km2  | nc       |
| 59260      | Ghyvelde    | Jean Decool          | 3 009 hab.  | 1 646 ha   | 182 hab./km2 | nc       |
| 59309      | Hondschoote | Hervé Saison         | 3 811 hab.  | 2 366 ha   | 161 hab./km2 | nc       |
| 59326      | Killem      | Jean-Pierre Honoré   | 989 hab.    | 1 199 ha   | 83 hab./km2  | nc       |
| 59404      | Les Moëres  | Hervé Laniez         | 670 hab.    | 1 946 ha   | 34 hab./km2  | nc       |
| 59448      | Oost-Cappel | Régine Cadart        | 391 hab.    | 399 ha     | 97 hab./km2  | nc       |
| 59499      | Rexpoëde    | Bruno Brongniart     | 1 546 hab.  | 1 337 ha   | 141 hab./km2 | nc       |
| 59641      | Warhem      | Pierre Bouttemy      | 1 831 hab.  | 2 784 ha   | 65 hab./km2  | nc       |
| 59605      | Uxem        | André-Pierre Becquet | 1 076 hab.  | 827 ha     | 130 hab./km2 | nc       |
| Totaux     | 9 communes  | 9 communes           | 13 978 hab. | 13 685 ha  | 102 hab./km2 | 58       |

## Administration

### Présidents
| Période | Période | Identité             | Étiquette | Qualité         |
| ------- | ------- | -------------------- | --------- | --------------- |
| 2001    | 2008    | Jean-Pierre Catry    |           | Maire de Warhem |
| 2008    | 2013    | André-Pierre Becquet | SE        | Maire d'Uxem    |

## Ratios administratifs
Pour 2004, la communauté de communes est très largement déficitaire, avec un encours de dette représentant pratiquement 6 années de recettes fiscales auprès de la population, et des dépenses annuelles de fonctionnement représentant plus de 4 ans de ces recettes :
- Dépenses réelles totales / population : 535,02 €/hab.
- Dépenses réelles de fonctionnement / population : 346,36 €/hab.
- Dépenses d’équipement brut / population : 85,77 €/hab.
- Encours de la dette / population : 728,47 €/hab.
- Potentiel fiscal / population : 121,65 €/hab.
- Coefficient d’intégration fiscal : 0,488 610 %

Une partie des déficits est couverte par la fiscalité aux entreprises, et par les apports du conseil général et de la région, et par un appel très important aux emprunts.